# Szvetenay Miklós
Szvetenay Miklós (Pest, 1833. december 5. – Speizing, 1894. május 24.) főkonzul, kereskedelmi és váltójogász, iparkamarai titkár.

## Életpályája
1858-ban Vác jegyzője lett. 1861-ben a kassai jogakadémia tanára lett. 1868-ban a pesti tudományegyetemen a kereskedelmi és váltójog magántanára lett. 17 éven át a Budapesti Kereskedelmi és Iparkamara titkára volt.
Sírja az Új köztemetőben található (16/14-1-18/19).

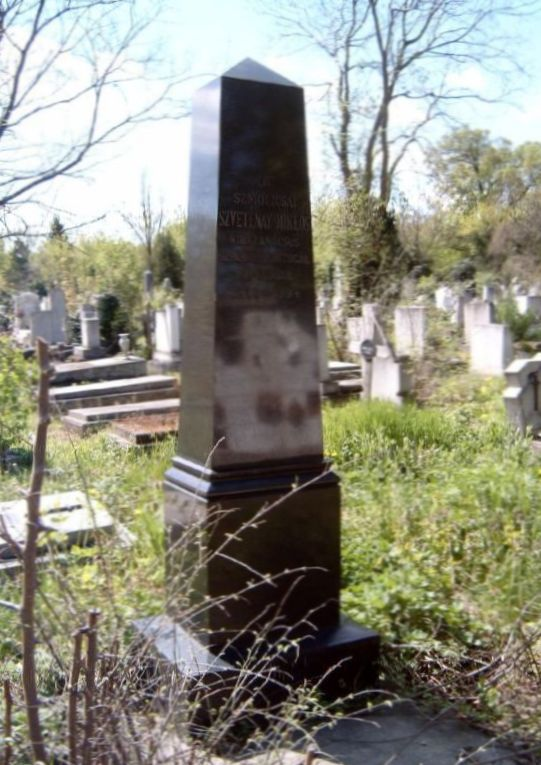
Szvetenay Miklós kereskedelmi és váltójogász sírja Budapesten. Új köztemető: 16/14-1-18/19

## Művei
- Törvénytervezet az adósok által hitelezőik megkárosítására véghezvitt jogcselekmények megtámadhatóságáról (Budapest, 1875)